# 羅恩巴赫河 (萊茨阿赫河支流)
47°45′54″N 11°54′25″E / 47.76512°N 11.90687°E

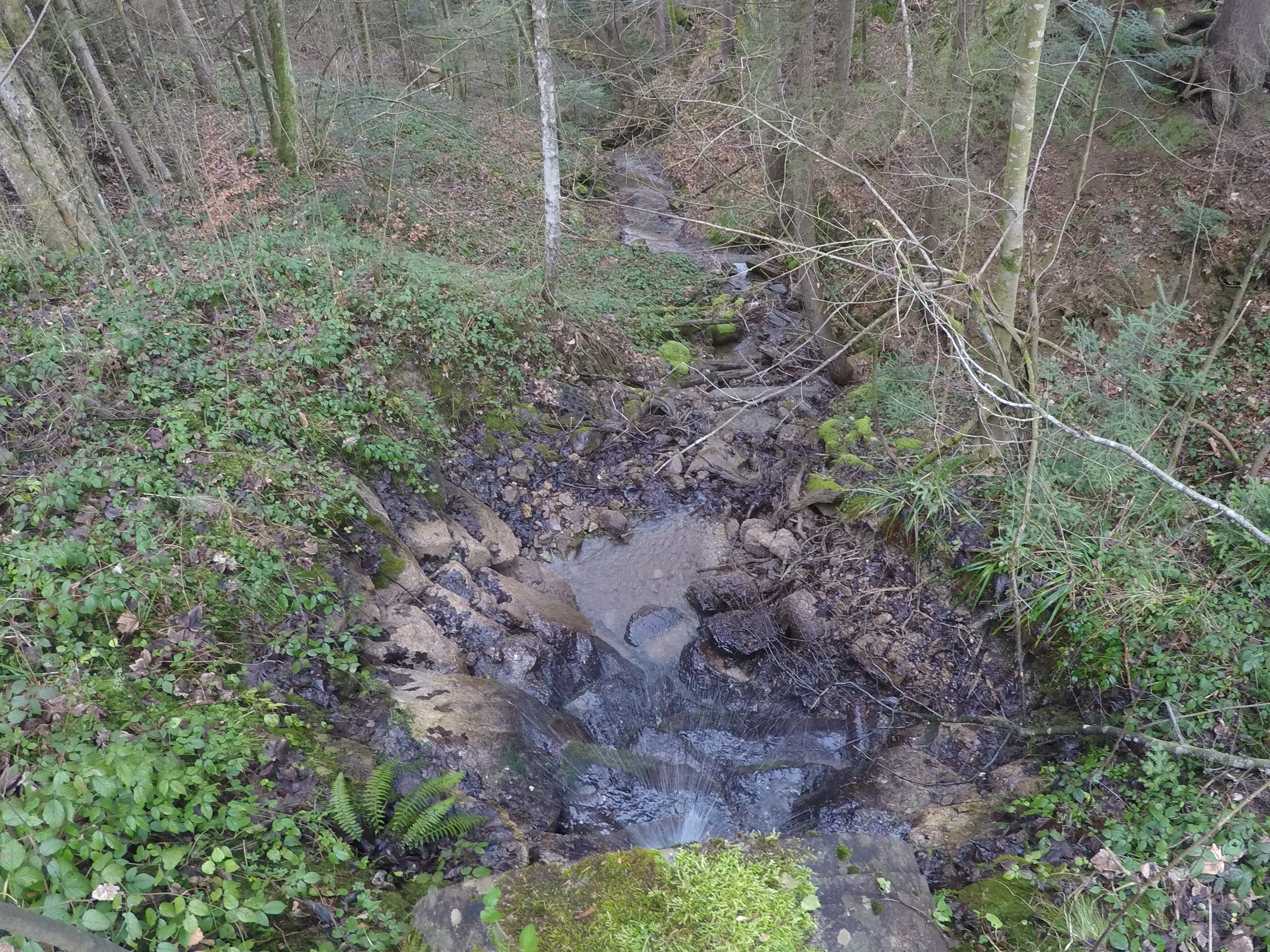

羅恩巴赫河是德國的河流，位於該國東南部，由巴伐利亞負責管轄，屬於萊茨阿赫河的支流，河道全長3.9公里，流域面積4.5平方公里，發源自施利爾斯貝格山。